# Sassetot-le-Malgardé
Sassetot-le-Malgardé – miejscowość i gmina we Francji, w regionie Normandia, w departamencie Sekwana Nadmorska.
Według danych na rok 1990 gminę zamieszkiwało 100 osób, a gęstość zaludnienia wynosiła 39 osób/km² (wśród 1421 gmin Górnej Normandii Sassetot-le-Malgardé plasuje się na 796. miejscu pod względem liczby ludności, natomiast pod względem powierzchni na miejscu 861.).